# Podprahová reklama
Podprahová reklama (v angličtině subliminal advertising) je typ reklamy, který využívá tzv. podprahového signálu k ovlivňování podvědomí příjemců této reklamy.

## Historie podprahové reklamy
Pojem podprahová reklama je nám znám již od 20. let 20. století. V roce 1917 byla armáda Spojených států amerických obviněna, že používala podprahové signály v reklamách, které měly americkou mládež přimět k tomu, aby se hromadně nechávala odvést do války.
V šedesátých letech 20. století provedl Hale Becker pokus, v jehož rámci pouštěl v jednom obchodním domě zákazníkům do reproduktorů hudbu, která jim měla zpříjemnit nakupování. Tato hudba ovšem obsahovala dvě zprávy, které měly působit na podvědomí zákazníků. Tyto zprávy zněly: „Jsem čestný“ a „Nebudu krást“. Během následujících šesti měsíců údajně klesl počet krádeží v tomto obchodním domě o celých 75%.
Známý je také „pokus“ Jamese Vicaryho z roku 1957. Vicary tvrdil, že do filmu, promítaného v kině, vložil dva vzkazy: „Pijte coca colu“ a „Máte hlad? Jezte popcorn“. Prodej coca-coly tento pokus měl zvýšit o 18%, zatímco prodej popcornu se měl zvýšit o celých 58%. V roce 1962 se ale James Vicary přiznal, že si celý tento pokus vymyslel. K vyššímu prodeji coly a popcornu vážně došlo, ale bylo to spíše způsobeno zlevněním těchto výrobků a tématem filmu, který se odehrával na poušti. Lidé tak měli žízeň přirozeně.
V průběhu let se podprahová reklama stala velmi diskutovaným tématem a začala se objevovat nejen ve filmech a samotných reklamách, ale také například v populární hudbě (v tomto ohledu je asi nejznámější případ píseň od skupiny Led Zeppelin „Stairway to Heaven“, ve které má zpěvák vzývat Satana, pokud je píseň hrána pozpátku).

## Funkce podprahové reklamy
Podprahová reklama funguje na bázi ovlivňování podvědomí. Příjemce podprahového sdělení si ho velmi často ani nemá možnost vědomě všimnout. Pokud je například vložen vzkaz do filmu, nebo se v reklamě objeví zakódované slovo či tvar, příjemce ho nemusí mít šanci vědomě přečíst nebo dekódovat, ale jeho podvědomí to dokáže a uloží si informaci, která byla v daném podprahovém sdělení řečena. Obecná teorie o podvědomí člověka vyplývá z představy, že podvědomí přebírá kontrolu, pokud je vědomí člověka zahlceno informacemi. Přesně k tomuto dochází, pokud je zpráva příliš rychlá.

## Formy podprahové reklamy
Rozeznáváme tři formy podprahové reklamy:
- obrazová – jedná se pouze o text (viz „Pijte coca-colu“)
- zvuková – jedná se pouze o zvuk (viz Hale Becker a jeho pokus v obchodním domě)
- obrazově-zvuková – text/obrázek a zvuk jsou promíchány[5]

## Využití podprahové reklamy
Podprahová reklama bývá spojována s politickou propagandou totalitních režimů. Zdaleka ale nemusí sloužit jen pro tyto účely. Různých forem podprahové reklamy využívají i reklamní agentury pro komerční účely.
Častým způsobem, jak se reklamní agentury snaží zaujmout podvědomí příjemce, jsou přitom sexuální motivy či falické symboly, které jsou šikovně zakomponovány do reklamního sdělení. Jako příklad tohoto případu si například můžeme uvést logo Staropramenu Cool Hořký pomeranč, které bylo vyvedeno jako falický symbol. V historii reklamního průmyslu by se přitom takových případů našlo několik desítek.
Známým příkladem zakomponování určitého symbolu do loga firmy pak je obrázek velblouda, který využívá značka cigaret Camel. Při pozorném hledání lze ve velbloudovi najít známou bruselskou sochu čůrajícího panáčka.
Tyto tajné vzkazy samozřejmě nemusí mít pouze sexuální motiv. Důkazem toho je například logo Tour de France, které při delším sledování samo o sobě vypadá jako cyklista jedoucí na kole.

## Podprahová reklama dnes
V dnešní době je podprahová reklama ve většině zemí světa zakázána zákonem.[zdroj?] V České republice ji zakazuje Zákon o provozování rozhlasového a televizního vysílání. Evropská směrnice podprahovou reklamu nezakazuje. O tom, zda je podprahová reklama skutečně účinná, či nikoli, se vedou dlouhé debaty a dodnes se ani jedno ani druhé nepodařilo zcela jistě prokázat. Podprahová reklama a podprahové signály se využívají například k politické propagandě, ale lze je samozřejmě využít i pro komerční účely. Ve druhém případě se prodejci často uchylují především k zakomponování erotiky, slova „sex“ nebo falických symbolů do reklamy, loga, či výrobku. Věří se, že tím je reklama účinnější.[zdroj?]